# Myersglanis
Myersglanis is een geslacht van straalvinnige vissen uit de familie van de zuigmeervallen (Sisoridae).

## Soorten
- Myersglanis blythii (Day, 1870)
- Myersglanis jayarami Vishwanath & Kosygin, 1999